# Omar Grasso
Omar Grasso (1941, Rosario, Argentina - 29 de mayo de 2001, Montevideo, Uruguay) fue un director teatral argentino radicado y formado en Uruguay donde fue distinguido en varias oportunidades con el Premio Florencio.

## Biografía
Emigró a los 18 años a Montevideo donde estudió en la Escuela Municipal de Arte Dramático. Estudió luego becado en París con Jean-Louis Barrault y Roger Planchon y luego en Inglaterra becado por el Consejo Británico. 
Tuvo notable actuación en la Comedia Nacional de Uruguay, en el teatro Circular y en El Galpón donde fue asistente de Atahualpa del Cioppo. 
En Buenos Aires trabajó a partir de 1976 en el Teatro Blanca Podestá y durante varias temporadas en el teatro San Martín.
Se recuerdan sus puestas en escena de autores clásicos rioplatenses y universales, entre ellas El tobogán de Jacobo Langsner con China Zorrilla, Mustafá y Mateo de Armando Discépolo; Rey Lear, Baal, El jardín de los cerezos de Anton Chéjov; La muerte de un viajante de Arthur Miller, Hamlet, protagonizada por Alfredo Alcón, Arriba corazón de Osvaldo Dragún, Ya nadie recuerda a Fréderic Chopin de Roberto Cossa y Yepeto, también de Roberto Cossa con Ulises Dumont, Lorenzaccio de Alfred de Musset con Alcón y Bebán, Don Juan de Molière, Peer Gynt de Ibsen, Lejana tierra prometida de Ricardo Halac en el marco del Ciclo Teatro Abierto, Una enemiga del pueblo de Ibsen con Virginia Lago, Corrupción en el Palacio de Justicia de Ugo Betti y otras.
En España produjo La muerte y la doncella, de Ariel Dorfman; El cerco de Leningrado de José Sanchís Sinisterra con Nuria Espert, y  La salvaje de Palomeras Altas de José Luis Alonso de Santos.
Realizó unos cincuenta montajes teatrales en su labor en Uruguay, Argentina, España y también Francia.
Falleció de leucemia.